# Engles Profili
Engles Profili (Fabriano, 2 ottobre 1905 – Fabriano, 22 aprile 1944) è stato un partigiano, medico e giornalista italiano, medaglia d'oro al merito civile.

## Biografia

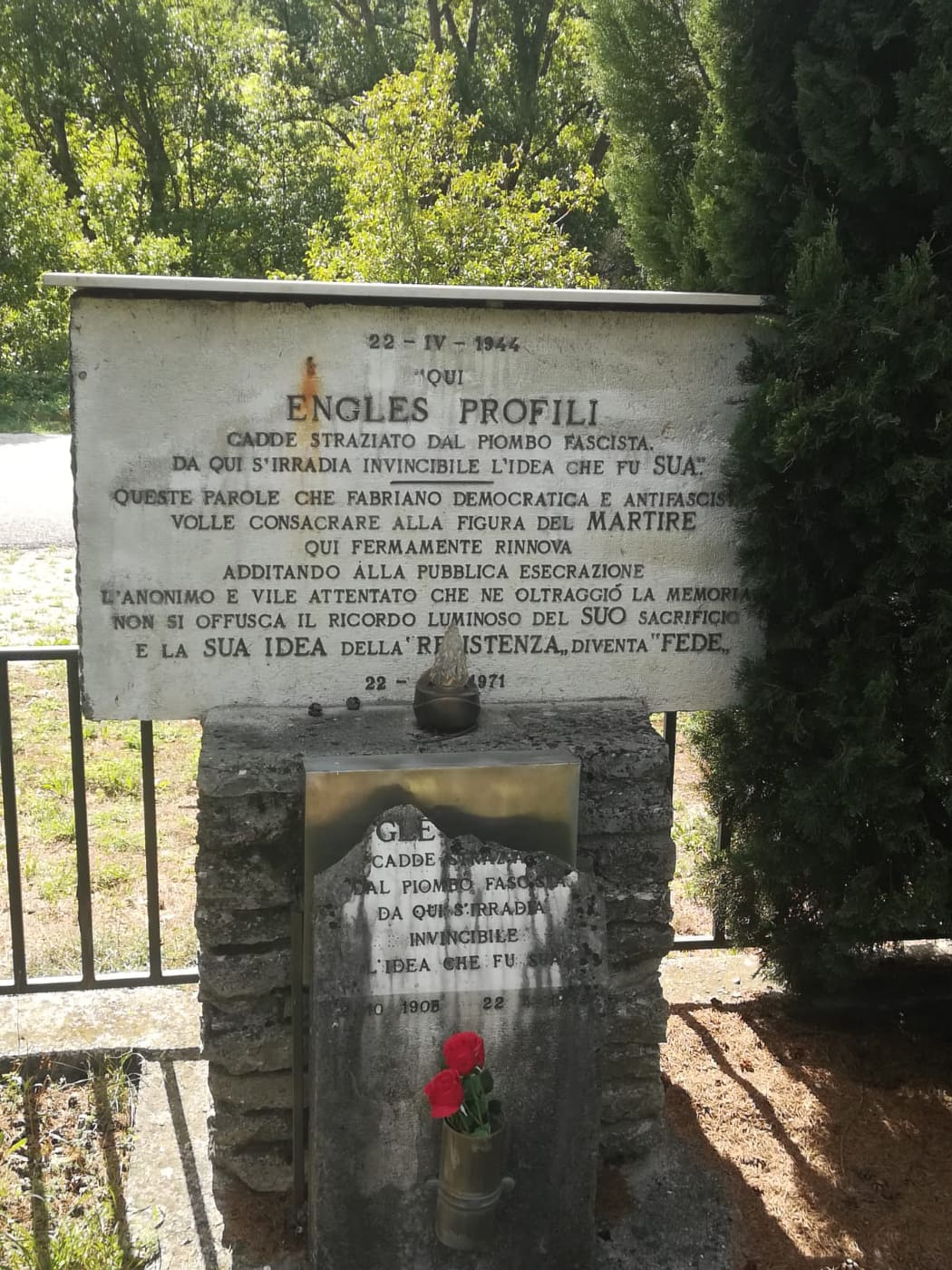
Cippo commemorativo dedicato a Engles Profili a Fabriano.

Già da giovane vicino al comunismo, nel 1923 si iscrisse alla facoltà di medicina a Roma, dove conobbe Antonio Gramsci e nel 1924 pubblicò un articolo sulla questione agraria su l'Unità.
Nel 1926 venne condannato al confino, pena poi trasformata in ammonizione, e Profili tornò quindi a Roma. Nel 1929, non avendo dimostrato di essersi "ravveduto", venne inviato al confino a Lipari per finire di scontare la pena. Lo stesso anno si laureò a Messina, iniziando, terminato il confino, ad esercitare la professione di medico a Fabriano e Fossato.
A seguito degli eventi del 25 luglio 1943, tornò a Fabriano dove divenne il responsabile del Partito Comunista della zona e dell'organizzazione della Resistenza. Sfruttando la sua professione, medico chirurgo specializzato nelle patologie polmonari, nel corso della seconda guerra mondiale partecipò attivamente alla Resistenza nella funzione di collegamento tra il CLN, i gruppi partigiani e i GAP. Fu anche il redattore principale del giornale La riscossa, organo della resistenza antifascista marchigiana.
Il 13 aprile 1944, mentre andava ad un convegno medico, venne arrestato dai nazifascisti. Interrogato e torturato, per nove giorni oppose silenzio e dinieghi, preoccupandosi solo della sorte degli altri partigiani. La sera del 22 aprile venne trucidato.
Per questo suo sacrificio, il 9 novembre 2005 il Presidente della Repubblica Carlo Azeglio Ciampi gli ha conferito la medaglia d'oro al merito civile alla memoria.
A Fabriano gli è stato intitolato l'ospedale cittadino, dove è presente anche un suo busto. Un cippo commemorativo venne posto sul luogo del ritrovamento del corpo. Tale cippo fu distrutto da ignoti, venendo successivamente sostituito da uno nuovo.